# Ференц Ходи
Ференц Ходи (мађ. Hódi Ferenc; Нови Сад, 1950 — 2011) је био српски уметник.

## Биографија
Ходи је рођен 1950. године у Новом Саду, где 1971. године завршава смер дизајна у средњој уметничкој школи. Једно време је радио као графички дизајнер у штампарији.

## Изложбе дела
Ходи је излагао своја дела од 1974. до 2010. године.
- 1974 — самостална изложба, Нови Сад
- 1983 — студијски боравак, Италија
- 1985 — колективна изложба, Нови Сад
- 1986 — самостална изложба, Нови Сад
- 1992 — самостална изложба, Нови Сад
- 1996 — самостална изложба, Студио М, Нови Сад
- 1996 — колективна изложба, Београд
- 1996 — самостална изложба, галерија
- 1997 — самостална изложба
- 1998 — колективна изложба, Прњавор
- 1999 — самостална изложба, СКЦ
- 1999 — самостална изложба, Форум
- 2001 — самостална изложба, СПЕНС
- 2002 — самостална изложба, хотел Парк
- 2010 — самостална изложба, Музеј Војводине